# It Was Just an Accident
It Was Just an Accident (persisch یک تصادف ساده, DMG Yek taṣādof-e sāde; deutsch: „Ein einfacher Unfall“) ist ein Spielfilm von Jafar Panahi aus dem Jahr 2025. Im Mittelpunkt der Handlung stehen ehemalige Gefängnisinsassen des iranischen Regimes, die zufällig auf ihren mutmaßlichen Peiniger treffen und sich mit Fragen von Rache und Gerechtigkeit auseinandersetzen. Die internationale Koproduktion wurde im Rahmen der Filmfestspiele von Cannes im Mai 2025 uraufgeführt und gewann mit der Goldenen Palme den Hauptpreis des Festivals. Ein regulärer Kinostart des Thrillers in Frankreich ist ab September desselben Jahres unter dem Titel Un simple accident geplant. Erneut realisierte Panahi, der der Islamischen Republik kritisch gegenübersteht und mehrfach inhaftiert wurde, den Film ohne eine offizielle Drehgenehmigung der iranischen Behörden.

## Handlung
Der Aserbaidschaner Vahid, ein Automechaniker, wurde einst vom iranischen Regime ins Gefängnis gesteckt. Während seiner Haftstrafe wurde er mit verbundenen Augen verhört. Als eines Tages ein Mann namens Eghbal mit knarrender Beinprothese seine Werkstatt betritt, glaubt er in diesem einen seiner früheren Peiniger wiederzuerkennen. Vahid entführt den Mann aus Rache in die Wüste, wo er ihn lebendig begraben will. Kurz vor Vollendung seines Plans kommen ihm aber Zweifel, ob der verheiratete Familienvater nicht doch unschuldig sein könnte. Eghbal gibt an, nie in einem Gefängnis gearbeitet und erst im Vorjahr sein Bein verloren zu haben. Tatsächlich weist Eghbals Beinstumpf eine frische Narbenbildung auf. Daraufhin sperrt Vahid ihn in eine Holzkiste und lädt ihn in seinen Lieferwagen. Vahid fährt nach Teheran zurück, um Eghbal ehemaligen Mitgefangenen vorzuführen. Er erhoffte sich, dass diese in der Lage sein könnten, Eghbal als ihren Peiniger zu identifizieren.
Vahid kontaktiert den Buchhändler Salar, die Hochzeitsfotografin Shiva und die kurz vor der Heirat stehende Braut Golrokh. Der Gruppe muss sich auch Golrokhs Bräutigam Ali anschließen, der nicht im Gefängnis saß, sowie der durch seine Haft verbitterte Hamid. Die einzelnen Mitglieder dieses spontan zusammengestellten Tribunals reagieren unterschiedlich auf Eghbal. Einige verlangen nach Rache, während andere keinen Sinn in Vergeltung sehen.

## Entstehungsgeschichte

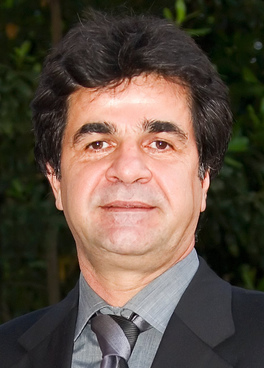
Jafar Panahi (2007)

It Was Just an Accident (Alternativtitel: A Simple Accident) ist der 12. Langfilm von Jafar Panahi, der zu den bekanntesten iranischen Regisseuren zählt. Er hatte in der Vergangenheit in seinen Werken wiederholt Kritik an der Politik der Islamischen Republik geäußert. Panahi war im Jahr 2022 festgenommen worden, nachdem er 2010 zu einer sechsjährigen Haftstrafe und einem 20-jährigen Berufsverbot verurteilt worden war. Die Haftstrafe hatte er bis zu diesem Zeitpunkt noch nicht angetreten. Die Entscheidung war international scharf kritisiert worden. Nach fast sieben Monaten Haft kam Panahi Anfang Februar 2023 frei, nachdem der 65-Jährige in einen Hungerstreik getreten war. Trotz Berufsverbots war es ihm immer wieder gelungen, Filmprojekte im Iran zu finalisieren und ins Ausland zu bringen. So war zuletzt in Abwesenheit von ihm sein Film No Bears (2022) im Hauptwettbewerb des Festivals von Venedig gelaufen und dort preisgekrönt worden.
Das Drehbuch zu It Was Just an Accident soll durch die beiden Gefängnisaufenthalte von Panahi inspiriert worden sein. Seine erste Gefängnisstrafe hatte er eigenen Angaben zufolge überwiegend in Einzelhaft verbracht, während der Verhöre seien ihm die Augen verbunden worden. Daraufhin habe er obsessiv nach auditiven Hinweisen um sich herum gesucht und anhand der Stimme seines Gegenübers über dessen Identität phantasiert. Zwölf Jahre später sei Panahi mit 300 weiteren Gefangenen inhaftiert worden. Die meisten hätten auf die eine oder andere Weise gegen das iranische Regime opponiert. Zwischen seinen Mitinsassen kam es zu Meinungsverschiedenheiten, wie am besten gegen das Regime vorzugehen sei, was den Filmemacher entnervt habe.
Das Schauspielensemble des Films wurde mehrheitlich mit Laiendarstellern besetzt. Vahid Mobasseri, der die Hauptrolle des Vahid spielte, arbeitet für einen Fernsehsender und ist in Teilzeit als Taxifahrer tätig. Maryam Afshari, die als Schiedsrichterin im Karatesport arbeitet, ist als Hochzeitsfotografin Shiva zu sehen. Für den Part der Braut Golrokh  wurde die Theaterschauspielerin Hadis Pakbaten engagiert. Als ihr Bräutigam an ihrer Seite agierte Panahis Neffe Majid. Der Schreiner Mohamad Ali Elyasmehr schlüpfte in die Rolle des Hamid.
Bei It Was Just an Accident handelt es sich um einen Thriller. Panahi produzierte das Werk gemeinsam mit dem französischen Unternehmen Les Films Pelléas, das unter anderem hinter dem vielfach preisgekrönten Justizdrama Anatomie eines Falls von Justine Triet gestanden hatte. Als Koproduzenten bei dem Projekt traten die Firmen Bidibul Productions aus Luxemburg und Pio & Co aus Frankreich in Erscheinung. Die Postproduktion des Films fand ausschließlich in Frankreich statt.
Einem Bericht des Oppositionssenders Radio Farda zufolge drehte Panahi It Was Just an Accident erneut ohne Drehgenehmigung der Islamischen Republik. Auch tragen die Darstellerinnen im Film keinen Hidschāb, was für Frauen aufgrund staatlicher Gesetze im Iran verpflichtend ist. Als Kameramann fungierte Amin Jafari.

## Rezeption

### Veröffentlichung
Die Weltpremiere von It Was Just an Accident (französischer Titel: Un simple accident) fand am 20. Mai 2025 im Beisein des Regisseurs im Hauptwettbewerb des 78. Filmfestivals von Cannes statt. Das Premierenpublikum soll Panahis Regiearbeit insgesamt 10 Minuten Applaus gespendet haben. Er hatte zuletzt im Jahr 2003 am Festival teilgenommen. Bei der Präsentation des Programms Mitte April 2025 hatte sich der künstlerische Leiter Thierry Frémaux über den Inhalt des Films noch bedeckt gehalten. Zuletzt war dort 2021 in Abwesenheit von Panahi mit The Year of the Everlasting Storm ein Gemeinschaftsprojekt mit unter anderem Laura Poitras, David Lowery und Apichatpong Weerasethakul als Sonderaufführung gezeigt worden.
Mit Saeed Roustayis Sozialdrama Woman and Child wurde später ein zweiter iranischer Beitrag im Wettbewerb um die Goldene Palme nachgereicht, der aber mit behördlicher Genehmigung entstand. Zwar waren bereits 2018 und 2022 jeweils zwei iranischstämmige Regisseure mit ihren Filmen in der wichtigsten Sektion des Festivals vertreten gewesen, 2025 wurden aber beide Werke auch im Iran produziert.
Ein regulärer Kinostart in Frankreich soll ab 10. September 2025 durch den Verleih Memento erfolgen.

### Kritiken
Im zum Festival von Cannes herausgegebenen Kritikenspiegel des Branchenmagazins Screen International erhielt Panahis Regiearbeit 3,1 von 4 möglichen Sternen. Damit belegte It Was Just an Accident gemeinsam mit Sergei Loznitsas Zwei Staatsanwälte unter allen 21 gezeigten Wettbewerbsbeiträgen den ersten Platz. Höchstnoten erhielt der Film unter anderem von Katja Nicodemus (Die Zeit) und Justin Chang (The New Yorker). In einem rein französischsprachigen Kritikenspiegel der Website Le film français sahen mit Philippe Rouyer (Positif), Céline Rouden (La Croix), Philippe Lemoine (Ouest-France) und Yves Jaeglé (Le Parisien) vier von 15 Kritikern den Film als Palmen-Favoriten an.  Auch der amerikanische Branchendienst IndieWire zählte It Was Just an Accident zum Mitfavoriten auf den Hauptpreis und wies ihn unter allen Wettbewerbsbeiträgen auf einem zweiten Platz aus, hinter Joachim Triers Sentimental Value.
Auf der Website Metacritic erhielt It Was Just an Accident eine Bewertung von 88 von 100 möglichen Punkten, basierend auf fast einem Dutzend ausgewerteten englischsprachigen Kritiken. Das Echo der Rezensenten wurde mit „einhelligem Beifall“ („universal acclaim“) bewertet. Auf der Website Rotten Tomatoes wird der Film bisher (von den bei der Premiere anwesenden Kritikern) mit 100% positiv bewertet.

### Auszeichnungen
Für It Was Just an Accident erhielt Jafar Panahi im Mai 2025 mit der Goldenen Palme den Hauptpreis des Filmfestivals von Cannes. Einen Monat später gewann der Film auch den Hauptwettbewerb des australischen Sydney Film Festivals.